# Theodor Klippel
Theodor Klippel (* 11. September 1865 in Butzbach; † 18. Juni 1929 in Erlangen) war ein deutscher Jurist und Politiker. Von 1892 bis 1929 war er Erster Bürgermeister bzw. ab 1918 Oberbürgermeister von Erlangen.

## Leben
Klippel studierte Rechtswissenschaften.  Er war seit dem Wintersemester 1886/87 Mitglied der musischen Studentenverbindung Akademischer Gesangverein München im SV.
Nach seiner juristischen Ausbildung trat er in den bayerischen Justizdienst ein und war Staatsanwalt am Landgericht Würzburg.
Von 1899 bis 1904 war er zudem für den Wahlkreis Fürth Abgeordneter in der Zweiten Kammer des Bayerischen Landtages.
1908 erhielt er den Titel eines Hofrats und zudem wurde er mit dem Verdienstorden vom Heiligen Michael geehrt.